# Basílica de Nossa Senhora de Friburgo

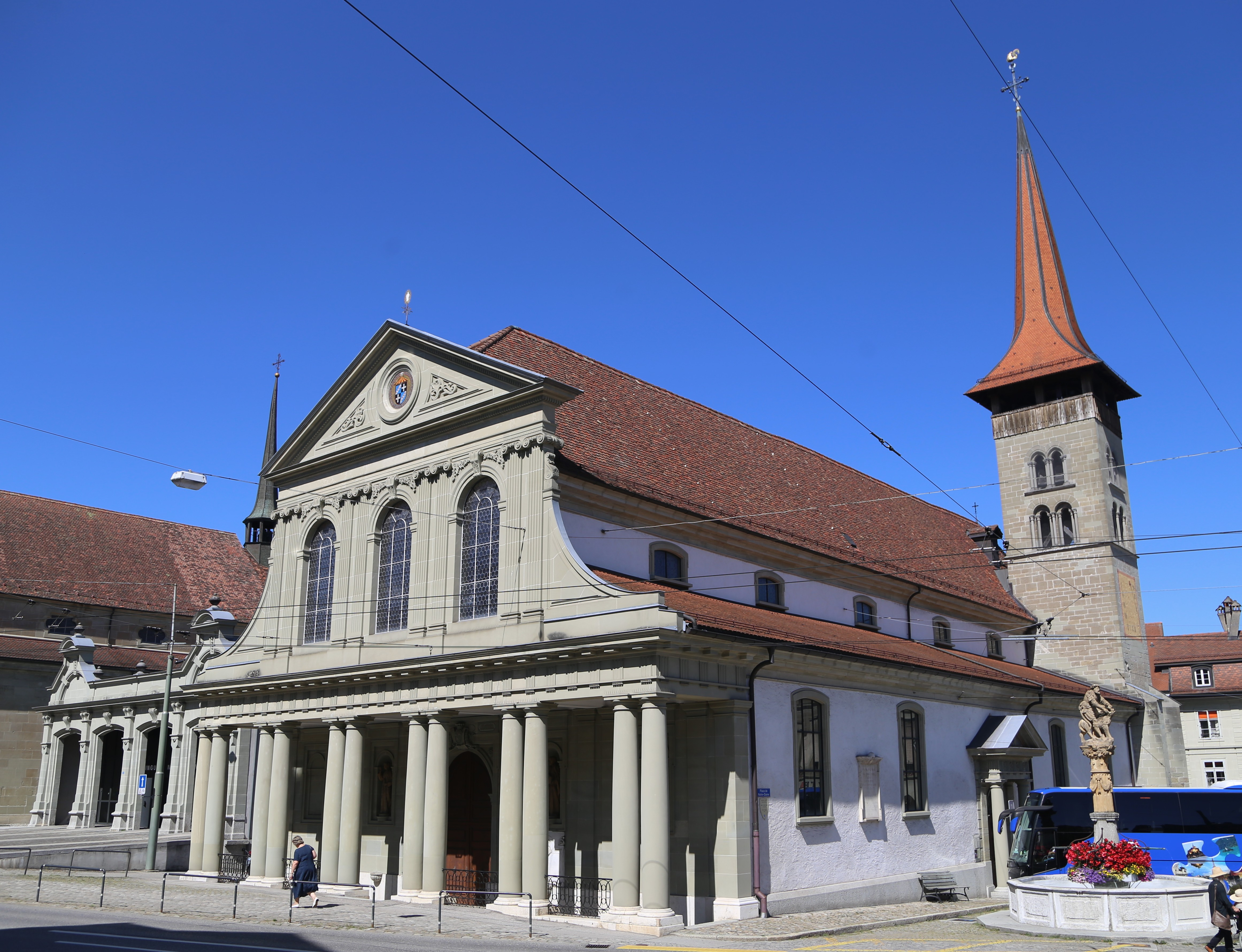
Basílica de Nossa Senhora de Friburgo

A Basílica de Notre-Dame é uma igreja católica na cidade de Friburgo, na Suíça. Dedicada a Nossa Senhora, foi elevada à categoria de basílica menor em 1932 por Pio XI. Depende da diocese de Lausanne, Genebra e Friburgo.

## História e Descrição

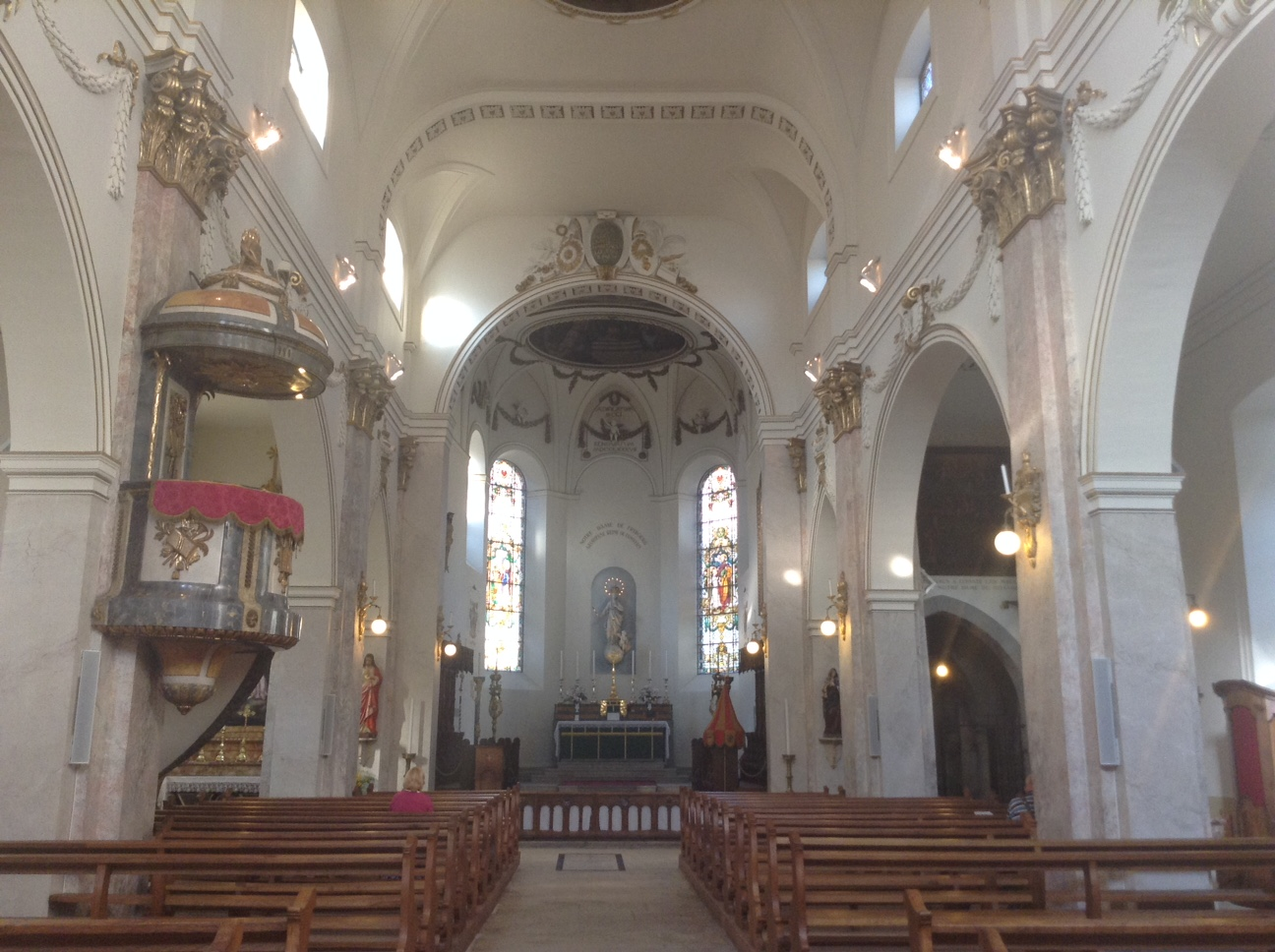
Interior da basílica

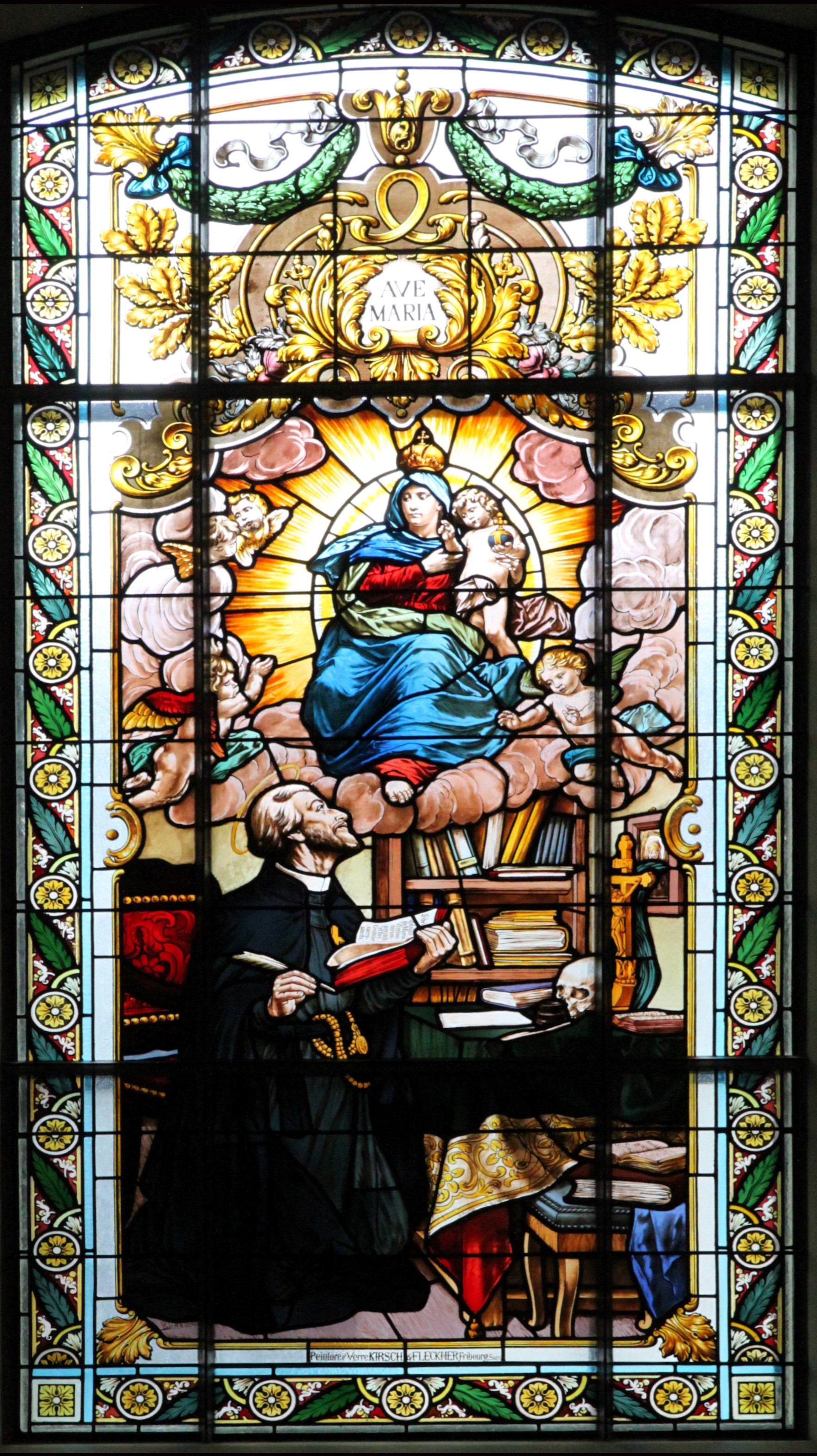
São Pedro Canísio e a Assunção, vitrais em Notre-Dame de Fribourg

Esta igreja românica data do início do século XII e fica ao lado da ponte Zaehringen. É, portanto, a igreja mais antiga da cidade. Entre 1467 e 1525, ocorreram importantes obras, incluindo a instalação de uma torre na torre do sino, a reparação da cabeceira pentagonal com abside semicircular. São Pedro Canísio fundou aqui a congregação da Virgem. Levou o título de colegiado em 1728 (agregado à Basílica de São João de Latrão) seu clero tornando-se cônegos. A igreja pertenceu ao hospital Bourgeois por muito tempo antes de ser entregue à diocese em 1884. A fachada neoclássica foi construída entre 1785 e 1787 e a nova torre data deste período, assim como a decoração interior. A igreja nas últimas décadas ameaçou entrar em colapso por causa da negligência. O trabalho finalmente conseguiu salvá-la. A Fundação Basílica de Notre-Dame, criada em 1968 e que se tornou sua proprietária, agora supervisiona sua conservação. Foi completamente restaurado entre 1990 e 2011.
No seu interior encontra-se um notável presépio napolitano do século XVIII.

A administração da igreja foi confiada desde 29 de junho de 2012 (Festa de São Pedro e São Paulo) por Dom Morerod à Fraternidade Sacerdotal de São Pedro sob a liderança hoje do Padre Arnaud Evrat.

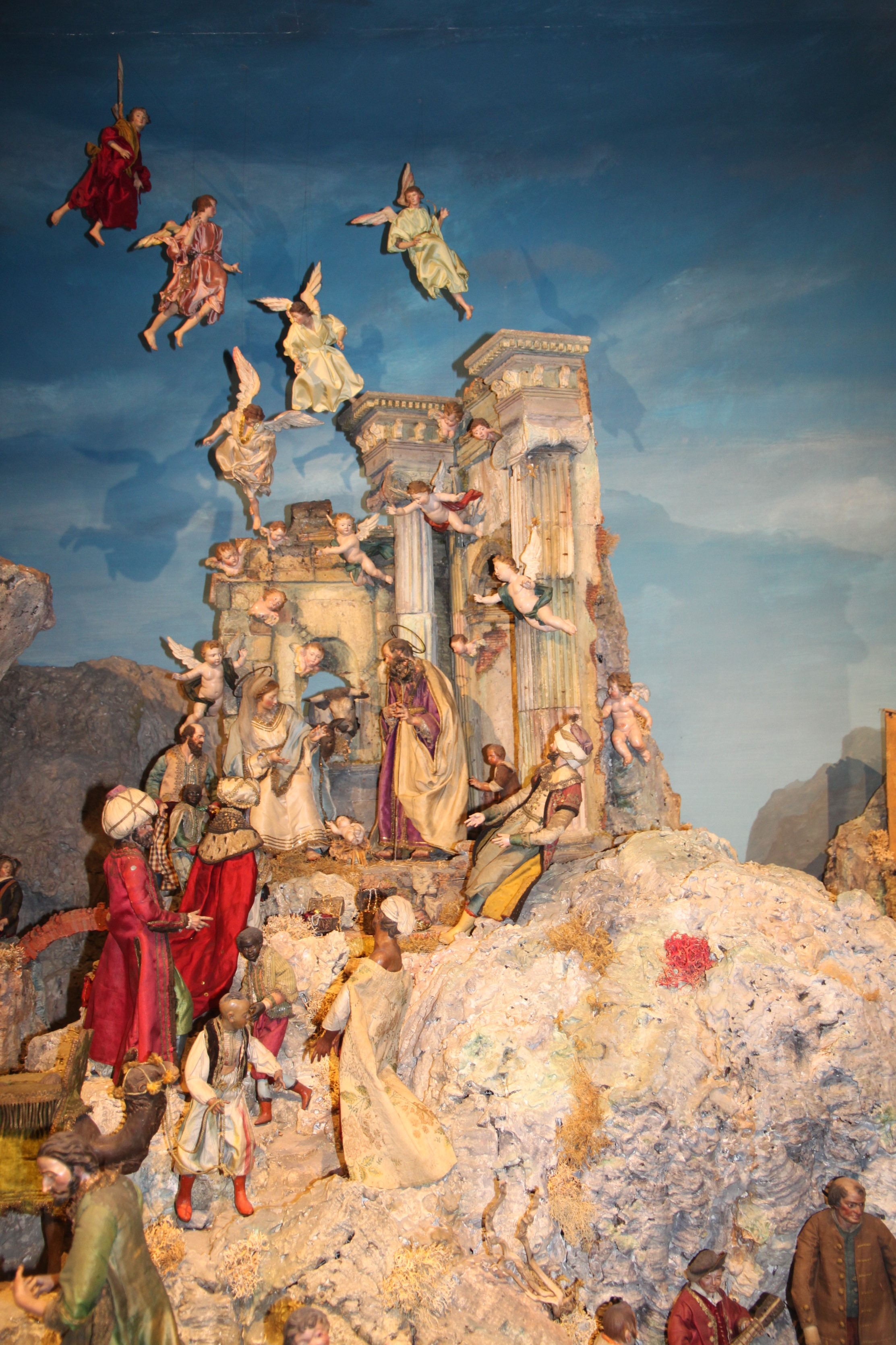
Cena central com o nascimento e os Reis, detalhe do presépio napolitano
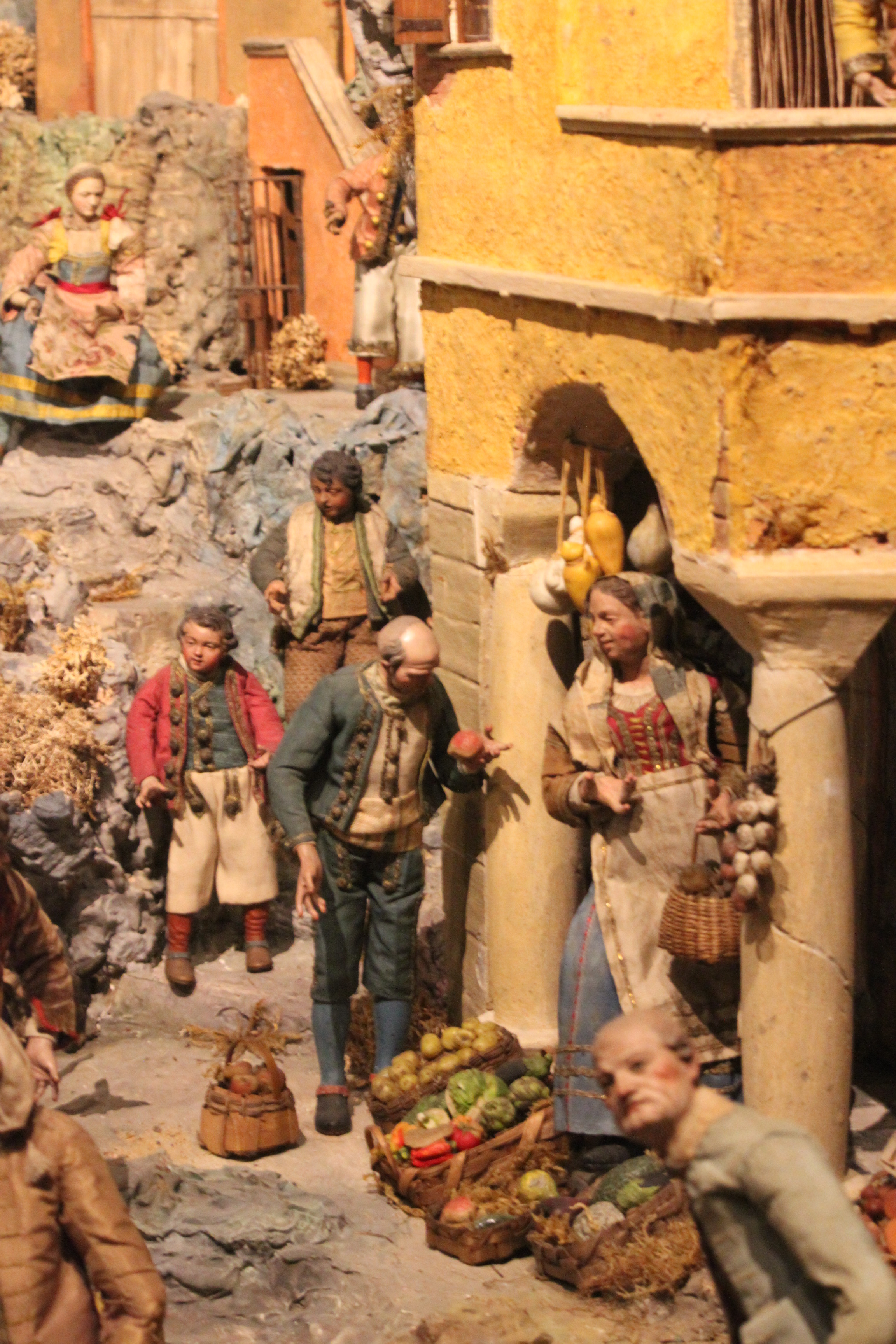
Cena na rua, detalhe do presépio napolitano
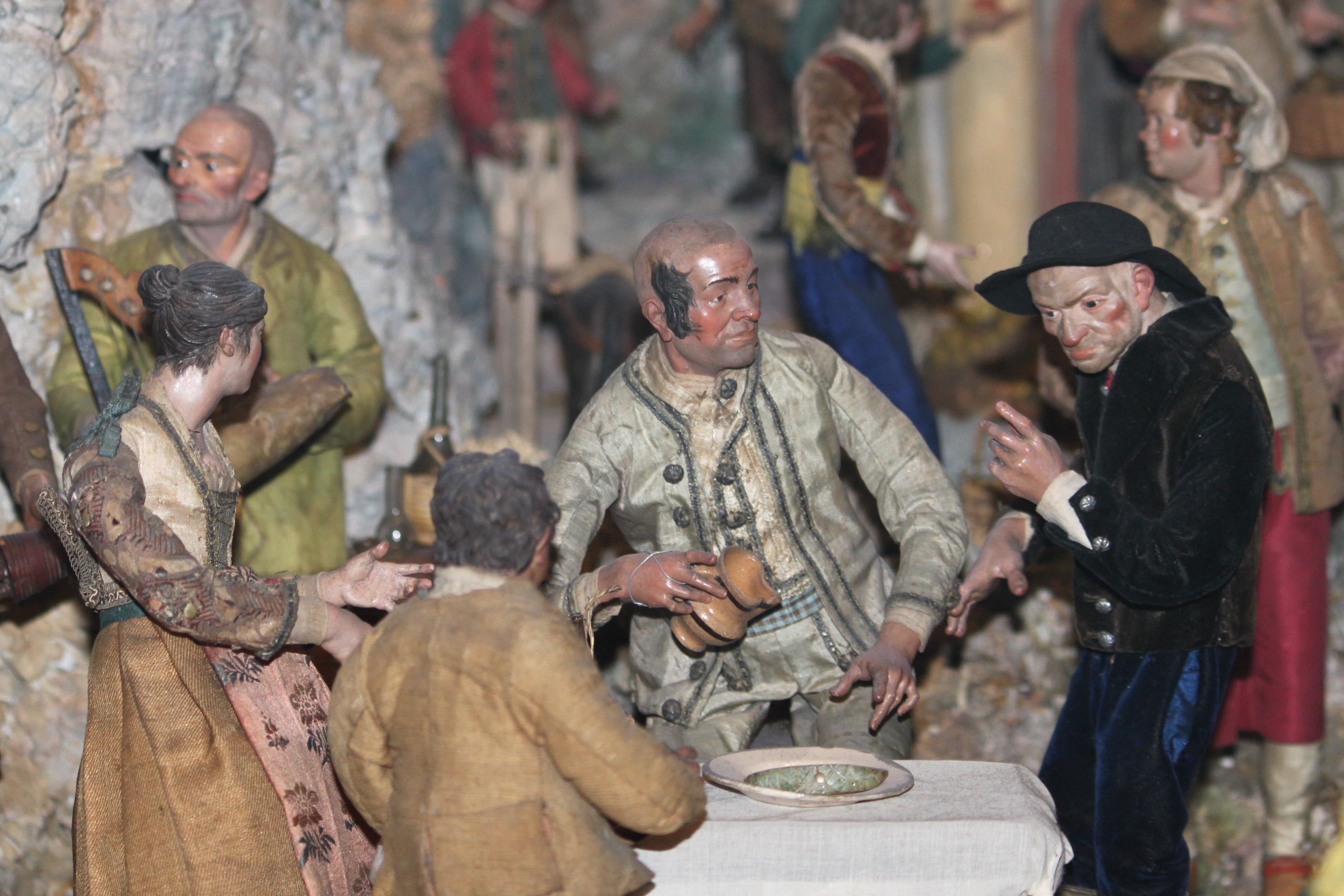
Cena de bistrô na rua, detalhe do presépio napolitano
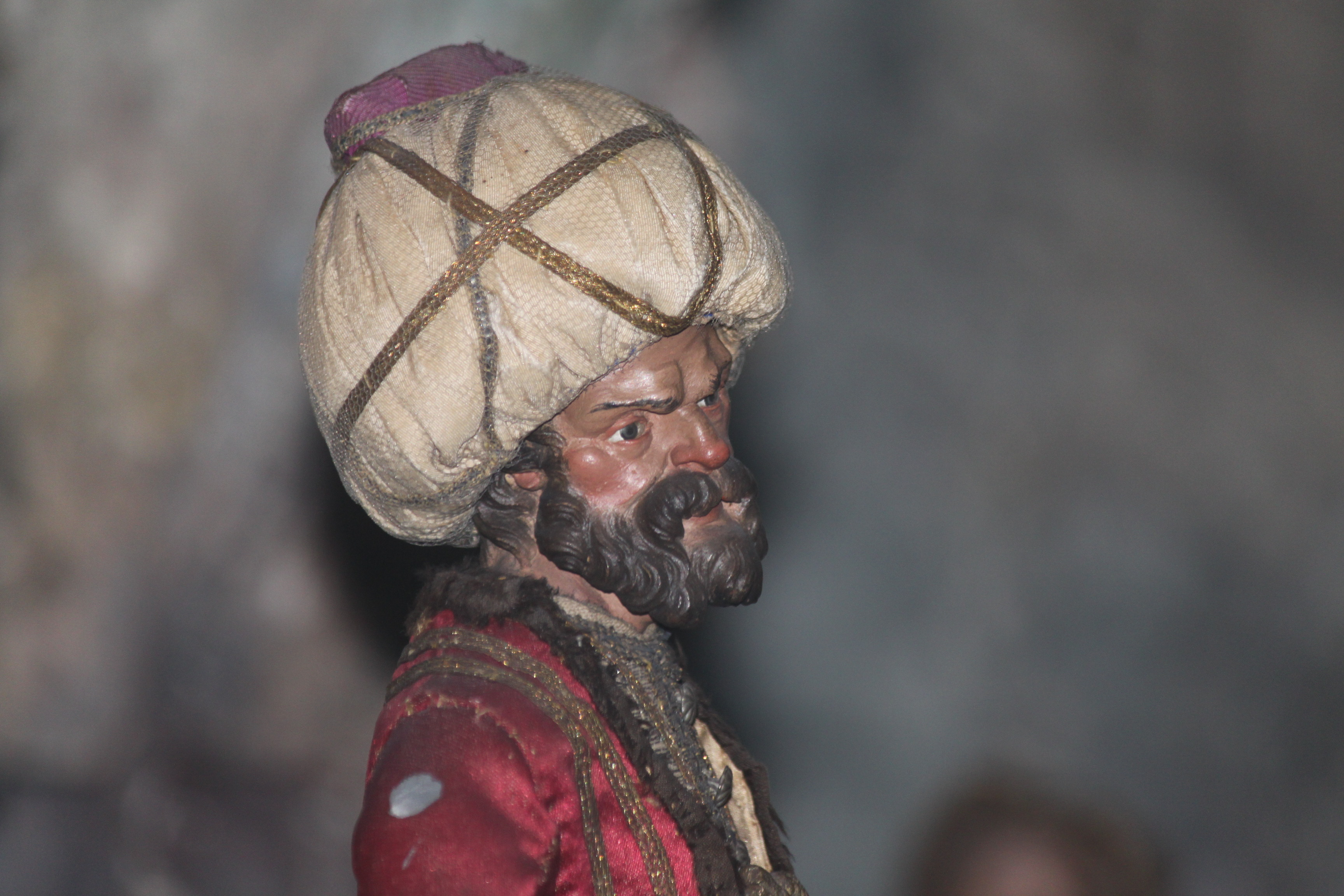
Um dos Três Reis, detalhe do presépio napolitano